# Mitlechtern
Mitlechtern ist ein Ortsteil der Gemeinde Rimbach im südhessischen Landkreis Bergstraße.

## Geographie
Das Straßendorf Lauten-Weschnitz liegt auf 200 m ü. NHN im Vorderen Odenwald, ca. 7 km östlich von Heppenheim und 2,8 km nordwestlich der Gemeindeverwaltung in Rimbach. Das Gebiet des Ortsteils besteht aus der Gemarkung Mitlechtern mit einer Fläche von 194 Hektar, davon sind 50 Hektar Wald.  Die Ortslage befindet sich auf 194 bis 230 m ü. NHN und der höchste Punkt der Gemarkung liegt bei etwa 320 Meter im Süden der Gemarkung. Durch den Ort fließt der Lörzenbach, einem rechter westlichen Zufluss der Weschnitz. An der talabwärts gelegenen Einmündung des Seidenbachs in den Lörzenbach geht die Bebauung des Ortes unmerklich in das benachbarte Lauten-Weschnitz über.
Die Gemarkungen Lauten-Weschnitz und  Mitlechtern bilden zusammen einen schmalen langgestreckten Zipfel, der sich zwischen die Stadt Heppenheim im Westen und die Gemeinde Fürth im Osten schiebt. Zwischen diesen Zipfel und den Hauptteil des Rimbacher Gemeindegebiets erhebt sich als Barriere eine auf gut 300 Meter ansteigende, teils bewaldete Anhöhe.
An den Ortsteil Mitlechtern grenzen, von Nordosten beginnend, im Uhrzeigersinn, Lauten-Weschnitz, im Südosten Fürth-Lörzenbach und die Kerngemeinde Rimbach, im Süden Rimbach-Albersbach, im Westen Fürth-Erlenbach und Heppenheim-Mittershausen-Scheuerberg und im Nordwesten Heppenheim-Mittershausen-Scheuerberg. Durch den Ort verläuft die Bundesstraße 460 zwischen Heppenheim im Westen und Fürth im Odenwald im Osten.

## Geschichte

### Von den Anfängen bis zum 18. Jahrhundert
Mitlechtern entstand im Gebiet der ehemaligen Mark Heppenheim die ein Verwaltungsbezirk des Frankenreichs bezeichnete. Am 20. Januar 773 schenkte Karl der Große die Stadt Heppenheim nebst dem zugehörigen Bezirk, der ausgedehnten Mark Heppenheim, dem Reichskloster Lorsch. Die erste Erwähnung des Ortes findet sich als Mitdelecdrun auf der Steinurkunde von 805 im Untergeschoss des Nordturms von St. Peter in Heppenheim, wo sich eine Beschreibung des Heppenheimer Kirchspiels aus dieser Zeit befindet. Nach langen Streitigkeiten konnten sich die Kurpfalz und das Erzbistum Mainz Anfang des 14. Jahrhunderts über das Erbe aus dem Lorscher Abtei einigen und die Pfälzer Teile darunter Mitlechtern wurden durch die Amtsvogtei Lindenfels verwaltet.
Die nächste urkundliche Erwähnung findet sich 1339, als der Pfalzgraf Rudolph II. seine Zustimmung zum Wittum, an Mitlechtern und anderen Orten, des Schenken Konrad von Erbach an seine Ehefrau Kunigunde von Brugge gibt. Der Pfälzer Ort war also zu dieser Zeit bereits ein Lehen an die Schenken von Erbacher. Weitere Lehensbriefe der Pfalzgrafen an die Erbacher Grafen sind aus den Jahren 1438 und 1443 bekannt. Da es im Grenzgebiet zwischen der Kurpfalz und der Grafschaft Erbach mehrere Vorfälle durch die unübersichtliche Gebietszugehörigkeit gab, einigten sich am 4. Juni 1561 der Pfälzer Kurfürst Friedrich III. mit den Brüdern Georg, Eberhard und Valentin, Grafen von Erbach, über einen Gebietstausch. Dadurch kamen die zu Pfälzer Thalzent gehörigen Dörfer Lautern, Gadernheim und Reidelbach, sowie der Anteil an Reichenbach an die Grafschaft Erbach und die erbachischen Dörfer Mittershausen, Mitlechtern, Scheuerberg, Schaunenbach, Knoden, Breitenwiesen sowie Oberlaudenbach an die Pfalz. Dort bildeten sie die Neu-Zent der Amtsvogtei Lindenfels. Bis 1737 unterstand Lindenfels dem Oberamt Heidelberg, danach wurde Lindenfels ein selbständiges Oberamt der „Pfalzgrafschaft bei Rhein“ (im „Kurfürstentum Pfalzbayern“ ab 1777).
Die Gerichtsbarkeit über Mitlechtern lag anfangs bei der Zent Heppenheim, wo die Hohe Gerichtsbarkeit über „Diebstahl, Mordgeschrei, Steinwurf, Räuber und Ketzerei“ bis 1714 blieb. Dagegen wird durch Urkunden bewiesen, dass die „Neu-Zent“ bereits 1613 bestand und dass 1665 Rechtssachen an das Zentgericht in Mittershausen und von da an das kurpfälzische Hofgericht appelliert wurden.
In den Anfängen der Reformation sympathisierten die pfälzischen Herrscher offen mit dem lutherischen Glauben, aber erst unter Ottheinrich (Kurfürst von 1556 bis 1559) erfolgte der offizielle Übergang zur lutherischen Lehre. Danach wechselten seine Nachfolger und gezwungenermaßen auch die Bevölkerung mehrfach zwischen der lutherischen, reformierten und calvinistischen Religion. Im Heidelberger Oberamtscompetenzbuch vom Jahr 1610 ist Mitlechtern als Filiale von Heppenheim erwähnt.
Im Jahr 1613 wurden 6 Huben mit 10 Hausgesässen sowie 6 leibeigene Männer und 8 Frauen gezählt.
Am Ende des Dreißigjährigen Kriegs (1648) dürfte der Ort wie viele Gebiete der Kurpfalz fast menschenleer gewesen sein.
Nach dem verheerenden Krieg betrieb die Kurpfalz auf ihrem Gebiet eine durch religiöse Toleranz geprägte Wiederansiedlungspolitik. Doch die in der unruhigen Folgezeit ausbrechenden Kriege wie der Pfälzische Erbfolgekrieg (1688–1697) und der Spanische Erbfolgekrieg (1701–1714) machten viele der Bemühungen wieder zunichte und Zehntausende Pfälzer emigrierten u. a. nach Nordamerika und Preußen.
Auch in religiöser Hinsicht war die Zeit nach dem Dreißigjährigen Krieg von großer Unruhe geprägt. 1685 starb die reformierte Linie Pfalz-Simmern aus und die katholischen Vettern der Linie Pfalz-Neuburg traten mit Kurfürst Philipp Wilhelm die Regierung in der Kurpfalz an. Dieser ordnete die Gleichstellung des katholischen Glaubens, in der mehrheitlich evangelischen bevölkerten Pfalz, an. Schon während des Pfälzischen Erbfolgekriegs hatte Frankreich versucht, in den eroberten Gebieten die Gegenreformation voranzutreiben, und etliche katholische Pfarreien gegründet. Der Krieg endete 1697 mit dem Frieden von Rijswijk, der die Stellung des zu diesem Zeitpunkt regierenden katholischen Kurfürsten Johann Wilhelm stärkte. Dies führte am 26. Oktober 1698 zum Erlass des Simultaneum. Danach waren die Katholiken berechtigt, alle reformierten Einrichtungen wie Kirchen, Schulen und Friedhöfe mitzunutzen, während dies umgekehrt nicht erlaubt wurde. Weiterhin wurde die bis dahin selbständige reformierte Kirchenverwaltung dem Landesherren unterstellt. Erst auf Betreiben Preußens kam es 1705 zur sogenannten Pfälzische Kirchenteilung, in der das Simultanum rückgängig gemacht wurde und die Kirchen im Land wurden mitsamt Pfarrhäusern und Schulen zwischen den Reformierten und den Katholiken im Verhältnis fünf zu zwei aufgeteilt. Sonderregelungen gab es für die drei Hauptstädte Heidelberg, Mannheim und Frankenthal sowie die Oberamtsstädte Alzey, Kaiserslautern, Oppenheim, Bacharach und Weinheim. In den Städten mit zwei Kirchen sollte die eine den Protestanten und die andere den Katholiken zufallen; in den anderen, wo nur eine Kirche bestand, der Chor vom Langhaus durch eine Mauer geschieden, und jener den Katholiken, dieses den Protestanten eingeräumt werden. Den Lutheranern wurden nur jene Kirchen zugestanden, die sie im Jahr 1624 besaßen oder danach gebaut hatten.
Im Jahr 1784 wurde Mitlechtern als Ort mit 10 Häusern, 55 Familien und 88 Seelen beschrieben. Die Gemarkung bestand aus 218 Morgen Ackerland, 39 Morgen Wiesen, 6 Morgen Gärten und 8 Morgen Wald. Den großen und kleinen Zehnten bezog die kurpfälzische Hofkammer. Die Gerichtsbarkeit und die hoheitliche Verwaltung über Mitlechtern lag bei der Neu-Zent des Oberamts Lindenfels.
Im Versuch einer vollständigen Geographisch-Historischen Beschreibung der Kurfürstl. Pfalz am Rheine findet sich 1786 über Mitlechtern:

»Mitleiechtern. Zwo Stunden von Lindenfels westwärts gelegen, gränzet gegen Ost an Lauten-Weschniz; gegen Süd an das Kurmsinzische
Dorf Lerzenbach; gegen West an das Dalbergische Aldersbach und das Mainzische Wald-Erlendach; gegen Norden an das nachfolgende Jgelsbach. [...] Durch das Dörflein laufet das von vorhergehenden Orten herab rinnende Pfalzbächlein, und eben so ziehet auch die daselbst bemerkte Landstraße vorbei. (aus dem Gebirge nach Heppenheim und Bensheim).
Es bestand im J. 1784 aus 10 Häusern, 55 Familien, 88 Seelen. Die Gemarkung aber aus 218 M. Aecker, 39 M. Wiesen, 6 M. Gärten und
8 M. Wald. Den großen und kleinen Zehnten beziehet die Kurpfälzische Hofkammer.«

### Vom 19. Jahrhundert bis heute

#### Mitlechtern wird hessisch
Das ausgehende 18. und beginnende 19. Jahrhundert brachte Europa weitreichende Änderungen. Als Folge der Napoleonischen Kriege wurde bereits 1797 das „Linke Rheinufer“ und damit der linksrheinische Teil der Kurpfalz durch Frankreich annektiert. In seiner letzten Sitzung verabschiedete im Februar 1803 der Immerwährende Reichstag in Regensburg den Reichsdeputationshauptschluss, der die Bestimmungen des Friedens von Luneville umsetzte, und die territorialen Verhältnisse im Heiligen Römischen Reich (Deutscher Nation) neu regelte. Dabei erhielt die Landgrafschaft Hessen-Darmstadt, als Ausgleich für verlorene rechtsrheinische Gebiete, unter anderem Teile der aufgelösten Fürstentümer Kurmainz, Kurpfalz und des Bistums Worms zugesprochen. Auch das Oberamt Lindenfels und mit ihm Mitlechtern kam an Hessen-Darmstadt. Dort wurde das Oberamt vorläufig als hessische Amtsvogtei weitergeführt.
Unter Druck Napoléons gründete sich 1806 der Rheinbund, dies geschah mit dem gleichzeitigen Reichsaustritt der Mitgliedsterritorien.
Dies führte am 6. August 1806 zur Niederlegung der Reichskrone, womit das alte Reich aufhörte zu bestehen.
Am 14. August 1806 erhob Napoleon die Landgrafschaft Hessen-Darmstadt, gegen den Beitritt zum Rheinbund und Stellung hoher Militärkontingente an Frankreich, zum Großherzogtum, andernfalls drohte er mit Invasion.
1812 wurde der Amtsbereich des „Amts Lindenfels“ aufgeteilt und Mitlechtern dem ehemals mainzischen „Amt Heppenheim“ zugewiesen.
Die übergeordnete Verwaltungsbehörde war der „Regierungsbezirk Darmstadt“ der ab 1803 auch als „Fürstentum Starkenburg“ bezeichnet wurde.
Nach der endgültigen Niederlage Napoléons regelte der Wiener Kongress 1814/15 auch die territorialen Verhältnisse für Hessen und bestätigte die Grenzen des Fürstentums Starkenburg. Darüber hinaus wurden dem Großherzogtum Hessen durch Artikel 47 weitere Gebiete zugewiesen, unter anderem Worms, Alzey, Bingen und Mainz, ein Gebiet, das als Rheinhessen bezeichnet wurde. 1815 trat das Großherzogtum dem Deutschen Bund bei. Durch das Traktat von Frankfurt vom 30. Juni 1816 trat Großherzog Ludwig infolge des Deutschen Kriegs das schon vor dem Reichsdeputationshauptschluss am 6. September 1802 besetzte Herzogtum Westfalen an den König von Preußen ab. 1816 wurden im Großherzogtum Provinzen gebildet, wobei das vorher als „Fürstentum Starkenburg“ bezeichnete Gebiet, das aus den südlich des Mains gelegenen alten Hessischen und den ab 1803 hinzugekommenen rechtsrheinischen Territorien bestand, in „Provinz Starkenburg“ umbenannt wurde.
Im Jahr 1814 wurde die Leibeigenschaft im Großherzogtum aufgehoben und es erhielt mit der am 17. Dezember 1820 eingeführten Verfassung des Großherzogtums Hessen eine konstitutionelle Monarchie, in der der Großherzog aber noch große Machtbefugnisse hatte. Die noch bestehenden standesherrlichen Rechte wie Niedere Gerichtsbarkeit, Zehnten, Grundzinsen und andere Gefälle blieben aber noch bis 1848 bestehen.
1821 wurden im Rahmen einer umfassenden Verwaltungsreform die Amtsvogteien in den Provinzen Starkenburg und Oberhessen des Großherzogtums aufgelöst und Landratsbezirke eingeführt, wobei Mitlechtern zum Landratsbezirk Lindenfels kam. Im Rahmen dieser Reform wurden auch Landgerichte geschaffen, die jetzt unabhängig von der Verwaltung waren. Deren Gerichtsbezirke entsprachen in ihrem Umfang den Landratsbezirken. Für den Landratsbezirk Lindenfels war das Landgericht Fürth als Gericht erster Instanz zuständig. Diese Reform ordnete auch die Verwaltung auf Gemeindeebene neu. So war die Bürgermeisterei in Mittershausen auch für Breitenwiesen, Igelsbach, Knoden, Mitlechtern, Schannenbach und Scheuerberg zuständig. Entsprechend der Gemeindeverordnung vom 30. Juni 1821 gab es keine Einsetzungen von Schultheißen mehr, sondern einen gewählten Ortsvorstand, der sich aus Bürgermeister, Beigeordneten und Gemeinderat zusammensetzte.
Die Statistisch-topographisch-historische Beschreibung des Großherzogthums Hessen berichtet 1829 über Mitlechtern:

»Mitlechtern (L. Bez. Lindenfels) reform. und kath. Filialdorf, liegt 1 3⁄4 St. von Lindenfels und hat 17 Häuser und 140 Einw., unter welchen sich 65 Luth., 52 Reform. und 23 Kath. befinden. In der Grenzbeschreibung des Heppenheimer Kirchsprengels von 805 wird die Scheidelinie von Ludwisgoz bis zu Middelecdrum gezoqen. Durch Tausch kam der Ort 1561 von Erbach an Churpfalz und von dieser 1802 an Hessen.«

1832 wurden die Verwaltungseinheiten weiter vergrößert und es wurden Kreise geschaffen. Nach der am 20. August 1832 bekanntgegebenen Neugliederung sollte es in Süd-Starkenburg künftig nur noch die Kreise Bensheim und Lindenfels geben; der Landratsbezirk von Heppenheim sollte in den Kreis Bensheim fallen. Noch vor dem Inkrafttreten der Verordnung zum 15. Oktober 1832 wurde diese aber dahingehend revidiert, dass statt des Kreises Lindenfels neben dem Kreis Bensheim der Kreis Heppenheim als zweiter Kreis gebildet wurde, zu dem jetzt Mitlechtern gehörte.
1842 wurde das Steuersystem im Großherzogtum reformiert und der Zehnte und die Grundrenten (Einnahmen aus Grundbesitz) wurden durch ein Steuersystem ersetzt, wie es in den Grundzügen heute noch existiert.
Im Neuestes und gründlichstes alphabetisches Lexicon der sämmtlichen Ortschaften der deutschen Bundesstaaten von 1845 heißt es:

»Mitlechtern. – Dorf, zu den evangel. Pfarreien Rimbach u. Schlierdach, hinsichtlich der Katholischen zur Pfarrei Lindenfels gehörig. – 17 H. 140 (meist evangel.) E. – Großherzogth. Hessen. – Prov. Starkenburg. – Kreis Heppenheim. – Landgericht Fürth. – Hofger. Darmstadt. – Das Dorf Mitlechtern ist im Jahre 156l tauschweise von Erbach an Churpfalz und von dieser im J. 1802 an Hessen übergegangen.«

Infolge der Märzrevolution 1848 wurden mit dem „Gesetz über die Verhältnisse der Standesherren und adeligen Gerichtsherren“ vom 15. April 1848 die standesherrlichen Sonderrechte endgültig aufgehoben.
Darüber hinaus wurden in den Provinzen, die Kreise und die Landratsbezirke des Großherzogtums am 31. Juli 1848 abgeschafft und durch „Regierungsbezirke“ ersetzt, wobei die bisherigen Kreise Bensheim und Heppenheim zum Regierungsbezirk Heppenheim vereinigt wurden. Bereits vier Jahre später, im Laufe der Reaktionsära, kehrte man aber zur Einteilung in Kreise zurück und Mitlechtern wurde Teil des neu geschaffenen Kreises Lindenfels.
Eine gemeinsame Schule für Mitlechtern und Lauten-Weschnitz gab es ab 1827, davor gab es eine Schule nur in Lindenfels. Allerdings hatten die beiden Gemeinden schon seit Anfang des 18. Jahrhunderts im Winter einen eigenen Lehrer eingestellt. Seit 1818 schickten die lutherischen Einwohner ihre Kinder nach Rimbach, sodass die gemeinsame Winterschule 1824 wegen des fehlenden Schulgelds aufgelöst werden musste. Die Kinder der reformierten Eltern schicken daraufhin ihre Kinder in die Winterschule nach Mittershausen.
Die im Dezember 1852 aufgenommenen Bevölkerungs- und Katasterlisten ergaben für Mitlechtern: Reformatorisches und katholisches Filialdorf mit 201 Einwohnern. Die Gemarkung besteht aus 778 Morgen, davon 426 Morgen Ackerland, 106 Morgen Wiesen und Morgen Wald.
In den Statistiken des Großherzogtums Hessen werden, bezogen auf Dezember 1867, für das Filialdorf Mitlechtern mit der Bürgermeisterei in Mittershausen, 36 Häuser, 220 Einwohnern, der Kreis Lindenfels, das Landgericht Fürth, die evangelische reformierte Pfarrei Schlierbach bzw. die lutheranische Pfarrei Rimbach des Dekanats Lindenfels und die katholische Pfarrei Lindenfels des Dekanats Heppenheim, angegeben.
1870 provozierte der preußische Ministerpräsident Otto von Bismarck durch die sogenannte Emser Depesche den Deutsch-Französischen Krieg, in dem das Großherzogtum Hessen als Mitglied des Norddeutschen Bundes an der Seite Preußens teilnahm. Noch vor dessen offiziellen Ende am 10. Mai 1871 traten die süddeutschen Staaten dem Norddeutschen Bund bei und am 1. Januar 1871 trat dessen neue Verfassung in Kraft, mit der er sich nun Deutsches Reich nannte.
Auf deutscher Seite forderte dieser Krieg ca. 41.000 Tote. Mit dem Reichsmünzgesetz gab es Deutschland nur noch eine Währung, die Mark mit 100 Pfennigen als Untereinheit.
Nachdem das Großherzogtum Hessen ab 1871 Teil des Deutschen Reiches war, wurden 1874 eine Reihe von Verwaltungsreformen beschlossen. So wurden die landesständige Geschäftsordnung sowie die Verwaltung der Kreise und Provinzen durch Kreis- und Provinzialtage geregelt. Die Neuregelung trat am 12. Juli 1874 in Kraft und verfügte auch die Auflösung der Kreise Lindenfels und Wimpfen und die Wiedereingliederung Mitlechtern in den Kreis Heppenheim.
Anlässlich der Einführung des Gerichtsverfassungsgesetzes mit Wirkung vom 1. Oktober 1879, infolge derer die bisherigen großherzoglich hessischen Landgerichte durch Amtsgerichte an gleicher Stelle ersetzt wurden, während die neu geschaffenen Landgerichte nun als Obergerichte fungierten, kam es zur Umbenennung in Amtsgericht Fürth und Zuteilung zum Bezirk des Landgerichts Darmstadt.
Ab 1. Juli 1906 gab es eine eigene Bürgermeisterei für Mitlechtern und Igelsbach. Igelsbach verblieb bis zum Ende des Zweiten Weltkrieges bei Mitlechtern und kam dann zu Kirschhausen.

#### Zeit der Weltkriege
Am 1. August 1914 brach der Erste Weltkrieg aus, der im ganzen Deutschen Reich der positiven wirtschaftlichen Entwicklung ein Ende setzte. Als nach der deutschen Niederlage am 11. November 1918 der Waffenstillstand unterschrieben wurde, hatte auch Mitlechtern viele Gefallene zu beklagen, während der Krieg insgesamt rund 17 Millionen Menschenopfer kostete.
Das Ende des Deutschen Kaiserreiches war damit besiegelt, und die unruhigen Zeiten der Weimarer Republik folgten, in denen zwischen 1921 und 1930 rund 566.000 Auswanderer versuchten, den schwierigen Verhältnissen in Deutschland zu entfliehen.
Im Jahr 1927 wurde Gemarkungsgröße mit 194,5 ha angegeben.
Am 30. Januar 1933 wurde Adolf Hitler Reichskanzler, was das Ende der Weimarer Republik und den Beginn der nationalsozialistischen Diktatur bedeutete.
Im Frühjahr 1933 ordnete Adolf Hitler den 1. Mai als gesetzlichen Feiertag mit dem Namen „Tag der deutschen Arbeit“ an. Damit wurde eine Gewerkschaftsforderung ausgerechnet von der Regierung erfüllt, die von den Gewerkschaften strikt abgelehnt wurde. Die Gewerkschaften riefen zur Teilnahme an den Maiveranstaltungen auf, da sie sich als Initiatoren des Maigedankens fühlten. Das offizielle Programm war schon stark durch die Nationalsozialisten geprägt: „6 Uhr Wecken durch die SA-Kapellen. 8 Uhr Flaggenhissung in den Betrieben, Abmarsch zum Exerzierplatz, 9 Uhr Übertragung der Kundgebung von dem Lustgarten in Berlin auf die öffentlichen Plätze der Städte. 10.45 Uhr Staatsakt der Hessischen Regierung (...), Empfang einer Arbeiterdelegation aus den drei Hessischen Provinzen. (...) Gemeinsamer Gesang des ‚Liedes der Arbeiter‘. (...) 7.30 Uhr Übertragung von dem Tempelhofer Feld, Berlin: Manifest des Reichskanzlers Adolf Hitler, 'Das erste Jahr des Vierjahresplanes'. Anschließend Unterhaltungsmusik und Deutscher Tanz. 12 Uhr: Übertragung der Rede des Ministerpräsidenten Hermann Göring. (...) Ehemals marxistische Gesang-, Turn- und Sportvereine können an den Zügen teilnehmen, jedoch ist die Mitführung marxistischer Fahnen oder Symbole zu unterlassen.“ Das böse Erwachen für die Gewerkschaften kam einen Tag später, als die „NSDAP die Führung der roten Gewerkschaften übernahm“: „Die seitherigen marxistischen Führer in Schutzhaft - Ein 3-Millionen-Konto des früheren Reichstagspräsidenten Löbe gesperrt - Die Rechte der Arbeiter gesichert - Die Gebäude der Freien Gewerkschaften besetzt“, titelten die bereits im ganzen Reich gleichgeschalteten Zeitungen.
Die hessischen Provinzen Starkenburg, Rheinhessen und Oberhessen wurden 1937 nach der 1936 erfolgten Auflösung der Provinzial- und Kreistage aufgehoben. Zum 1. November 1938 trat dann eine umfassende Gebietsreform auf Kreisebene in Kraft. In der ehemaligen Provinz Starkenburg war der Kreis Bensheim besonders betroffen, da er aufgelöst und zum größten Teil dem Kreis Heppenheim zugeschlagen wurde. Der Kreis Heppenheim übernahm auch die Rechtsnachfolge des Kreises Bensheim und erhielt den neuen Namen Landkreis Bergstraße.
Im November 1938 brachte die sogenannte Reichskristallnacht den jüdischen Mitbürgern Not und Elend. Die Synagogen wurde niedergebrannt und die Wohnungen und Geschäfte jüdischer Familien verwüstet.
Am 1. September 1939 begann mit dem Einmarsch deutscher Truppen in Polen der Zweite Weltkrieg, der in seinen Auswirkungen noch weit dramatischer war als der Erste Weltkrieg und dessen Opferzahl auf 60 bis 70 Millionen Menschen geschätzt werden.
In der Endphase des Zweiten Weltkrieges in Europa erreichen die amerikanischen Verbände Mitte März 1945 den Rhein zwischen Mainz und Mannheim. Am 22. März überquerte die 3. US-Armee bei Oppenheim den Rhein und besetzte am 25. März Darmstadt. In den ersten Stunden des 26. März 1945 überquerten amerikanische Einheiten bei Hamm und südlich von Worms den Rhein, von wo sie auf breiter Front gegen die Bergstraße vorrücken. Am 27. März standen die amerikanischen Truppen in Lorsch, Bensheim und Heppenheim und einen Tag später waren Aschaffenburg am Main sowie der westliche und nördlichen Teil des Odenwaldes besetzt. Der Krieg in Europa endete mit der bedingungslosen Kapitulation aller deutschen Truppen, die am 8. Mai 1945 um 23:01 Uhr mitteleuropäischer Zeit in Kraft trat.
Mitlechtern hatte 26 gefallene oder vermisste Soldaten in diesem Krieg zu beklagen.
Das Großherzogtum Hessen war von 1815 bis 1866 ein Mitgliedsstaat des Deutschen Bundes und danach ein Bundesstaat des Deutschen Reiches. Es bestand bis 1919, nach dem Ersten Weltkrieg wurde das Großherzogtum zum republikanisch verfassten Volksstaat Hessen. 1945 nach Ende des Zweiten Weltkriegs befand sich das Gebiet des heutigen Hessen in der amerikanischen Besatzungszone und durch Weisung der Militärregierung entstand Groß-Hessen, aus dem das Bundesland Hessen in seinen heutigen Grenzen hervorging.

#### Nachkriegszeit und Gegenwart
Wie die Einwohnerzahlen von 1939 und 1946 zeigen, hatte auch Mitlechtern nach dem Krieg viele Heimatvertriebene und Flüchtlinge zu verkraften.
Im Jahr 1961 wurde die Gemarkungsgröße mit 194 ha angegeben, davon waren 50 ha Wald.
Im Jahr 1971, im Zuge der Gebietsreform in Hessen, entschloss sich die Gemeindevertretung denkbar knapp, mit vier Stimmen für Rimbach gegen drei Stimmen für Fürth, für die Eingliederung in die Gemeinde Rimbach. Diese wurde zum 31. Dezember 1971 vollzogen.
Für den Ortsteil Mitlechtern wurde, wie für die anderen eingemeindeten ehemals eigenständigen Gemeinden, ein Ortsbezirk nach der Hessischen Gemeindeordnung eingerichtet.

### Verwaltungsgeschichte im Überblick
Die folgende Liste zeigt die Staaten und Verwaltungseinheiten, denen Mitlechtern angehört(e):
- vor 1561: Heiliges Römisches Reich, Grafschaft Erbach
- ab 1561: Heiliges Römisches Reich, Pfalzgrafschaft bei Rhein, Oberamt Lindenfels, Neu-Zent
- ab 1777: Heiliges Römisches Reich, Kurfürstentum Pfalzbayern, Pfalzgrafschaft bei Rhein, Oberamt Lindenfels, Neu-Zent
- ab 1803: Heiliges Römisches Reich, Landgrafschaft Hessen-Darmstadt,[Anm. 2] Fürstentum Starkenburg, Amt Lindenfels
- ab 1806: Großherzogtum Hessen,[Anm. 3] Fürstentum Starkenburg, Amt Lindenfels
- ab 1812: Großherzogtum Hessen, Fürstentum Starkenburg, Amt Heppenheim
- ab 1815: Großherzogtum Hessen[Anm. 4], Provinz Starkenburg, Amt Heppenheim
- ab 1821: Großherzogtum Hessen, Provinz Starkenburg, Landratsbezirk Lindenfels[Anm. 5]
- ab 1832: Großherzogtum Hessen, Provinz Starkenburg, Kreis Heppenheim
- ab 1848: Großherzogtum Hessen, Regierungsbezirk Heppenheim
- ab 1852: Großherzogtum Hessen, Provinz Starkenburg, Kreis Lindenfels
- ab 1871: Deutsches Reich,[Anm. 6] Großherzogtum Hessen, Provinz Starkenburg, Kreis Lindenfels
- ab 1874: Deutsches Reich, Großherzogtum Hessen, Provinz Starkenburg, Kreis Heppenheim
- ab 1918: Deutsches Reich, Volksstaat Hessen,[Anm. 7] Provinz Starkenburg, Kreis Heppenheim
- ab 1938: Deutsches Reich, Volksstaat Hessen, Landkreis Bergstraße[27][Anm. 8]
- ab 1945: Amerikanische Besatzungszone,[Anm. 9] Groß-Hessen, Regierungsbezirk Darmstadt, Landkreis Bergstraße
- ab 1949: Amerikanische Besatzungszone, Hessen Regierungsbezirk Darmstadt, Landkreis Bergstraße
- ab 1949: Bundesrepublik Deutschland, Hessen, Regierungsbezirk Darmstadt, Landkreis Bergstraße
- ab 1972: Bundesrepublik Deutschland, Hessen, Regierungsbezirk Darmstadt, Landkreis Bergstraße, Gemeinde Rimbach[Anm. 10]

## Bevölkerung

### Einwohnerentwicklung
| • 1613: | 10 Hausgesesse; Leibeigene: 6 Männer, 8 Frauen. |
| • 1785: | 88 Seelen, 10 Häusern, 55 Familien              |
| • 1829: | 140 Einwohner, 17 Häuser                        |

| Mitlechtern: Einwohnerzahlen von 1784 bis 2023 | Mitlechtern: Einwohnerzahlen von 1784 bis 2023 | Mitlechtern: Einwohnerzahlen von 1784 bis 2023 | Mitlechtern: Einwohnerzahlen von 1784 bis 2023 | Mitlechtern: Einwohnerzahlen von 1784 bis 2023 |
| --- | ---------------------------------------------- | ---------------------------------------------- | ---------------------------------------------- | ---------------------------------------------- |
| Jahr |                                                |                                                |                                                | Einwohner                                      |
| 1784 | 1784                                           |                                                | 81                                             | 81                                             |
| 1800 | 1800                                           |                                                | ?                                              | ?                                              |
| 1829 | 1829                                           |                                                | 140                                            | 140                                            |
| 1834 | 1834                                           |                                                | 167                                            | 167                                            |
| 1840 | 1840                                           |                                                | 176                                            | 176                                            |
| 1846 | 1846                                           |                                                | 200                                            | 200                                            |
| 1852 | 1852                                           |                                                | 201                                            | 201                                            |
| 1858 | 1858                                           |                                                | 224                                            | 224                                            |
| 1864 | 1864                                           |                                                | 221                                            | 221                                            |
| 1871 | 1871                                           |                                                | 223                                            | 223                                            |
| 1875 | 1875                                           |                                                | 240                                            | 240                                            |
| 1885 | 1885                                           |                                                | 252                                            | 252                                            |
| 1895 | 1895                                           |                                                | 230                                            | 230                                            |
| 1905 | 1905                                           |                                                | 280                                            | 280                                            |
| 1910 | 1910                                           |                                                | 295                                            | 295                                            |
| 1925 | 1925                                           |                                                | 281                                            | 281                                            |
| 1939 | 1939                                           |                                                | 270                                            | 270                                            |
| 1946 | 1946                                           |                                                | 339                                            | 339                                            |
| 1950 | 1950                                           |                                                | 363                                            | 363                                            |
| 1956 | 1956                                           |                                                | 365                                            | 365                                            |
| 1961 | 1961                                           |                                                | 382                                            | 382                                            |
| 1967 | 1967                                           |                                                | 474                                            | 474                                            |
| 1970 | 1970                                           |                                                | 525                                            | 525                                            |
| 1980 | 1980                                           |                                                | ?                                              | ?                                              |
| 1990 | 1990                                           |                                                | ?                                              | ?                                              |
| 2000 | 2000                                           |                                                | ?                                              | ?                                              |
| 2007 | 2007                                           |                                                | 572                                            | 572                                            |
| 2011 | 2011                                           |                                                | 516                                            | 516                                            |
| 2015 | 2015                                           |                                                | 558                                            | 558                                            |
| 2020 | 2020                                           |                                                | 569                                            | 569                                            |
| 2023 | 2023                                           |                                                | 602                                            | 602                                            |
| Datenquelle: Historisches Gemeindeverzeichnis für Hessen: Die Bevölkerung der Gemeinden 1834 bis 1967. Wiesbaden: Hessisches Statistisches Landesamt, 1968. Weitere Quellen: LAGIS; Gemeinde Rimbach; Zensus 2011; 2021 |                                                |                                                |                                                |                                                |

### Einwohnerstruktur 2011
Nach den Erhebungen des Zensus 2011 lebten am Stichtag, dem 9. Mai 2011, in Mitlechtern 516 Einwohner. Darunter waren 30 (5,8 %) Ausländer.
Nach dem Lebensalter waren 87 Einwohner unter 18 Jahren, 189 zwischen 18 und 49, 132 zwischen 50 und 64 und 108 Einwohner waren älter.
Die Einwohner lebten in 225 Haushalten. Davon waren 66 Singlehaushalte, 63 Paare ohne Kinder und 75 Paare mit Kindern, sowie 18 Alleinerziehende und 3 Wohngemeinschaften. In 48 Haushalten lebten ausschließlich Senioren und in 153 Haushaltungen lebten keine Senioren.

### Historische Religionszugehörigkeit
| • 1829: | 65 evangelisch-lutherische (= 46,43 %), 52 evangelisch-reformierte (= 37,12 %), 23 katholische (= 16,43 %) Einwohner |
| • 1961: | 267 evangelische (= 69,90 %), 104 katholische (= 27,23 %) Einwohner                                                  |

## Politik
Ortsbeirat
Für Mitlechtern besteht ein Ortsbezirk (Gebiete der ehemaligen Gemeinde Mitlechtern) mit Ortsbeirat und Ortsvorsteher, nach Maßgabe der §§ 81 und 82 HGO und des Kommunalwahlgesetzes in der jeweils gültigen Fassung gebildet. Der Ortsbeirat besteht aus fünf Mitgliedern. Bei den Kommunalwahlen in Hessen 2021 kam kein Ortsbeirat zustande.

## Verkehr
Durch den Ort führt die hier Siegfriedstraße genannte Bundesstraße 460. Durch die besondere Lage des Ortsteils gibt es innerhalb des Gemeindegebietes keine Straßenverbindung nach Rimbach-Mitte. Vielmehr führt der Verkehr zum Hauptort durch den Fürther Ortsteil Lörzenbach, wo die B 460 auf die Bundesstraße 38 trifft.